# Белен Белије
Белен Белије (фр. Belin-Béliet) насеље је и општина у југозападној Француској у региону Аквитанија, у департману Жиронда која припада префектури Бордо.
По подацима из 2011. године у општини је живело 4.413 становника, а густина насељености је износила 28,28 становника/km². Општина се простире на површини од 156,03 km². Налази се на средњој надморској висини од 27 метара (максималној 84 m, а минималној 11 m).

## Демографија
| 1962. | 1968. | 1975. | 1982. | 1990. | 1999. | 2011. |
| ----- | ----- | ----- | ----- | ----- | ----- | ----- |
| 2.589 | 2.745 | 2.229 | 2.439 | 2.626 | 2.757 | 4.413 |

График промене броја становника у току последњих година